# 클래식 음악

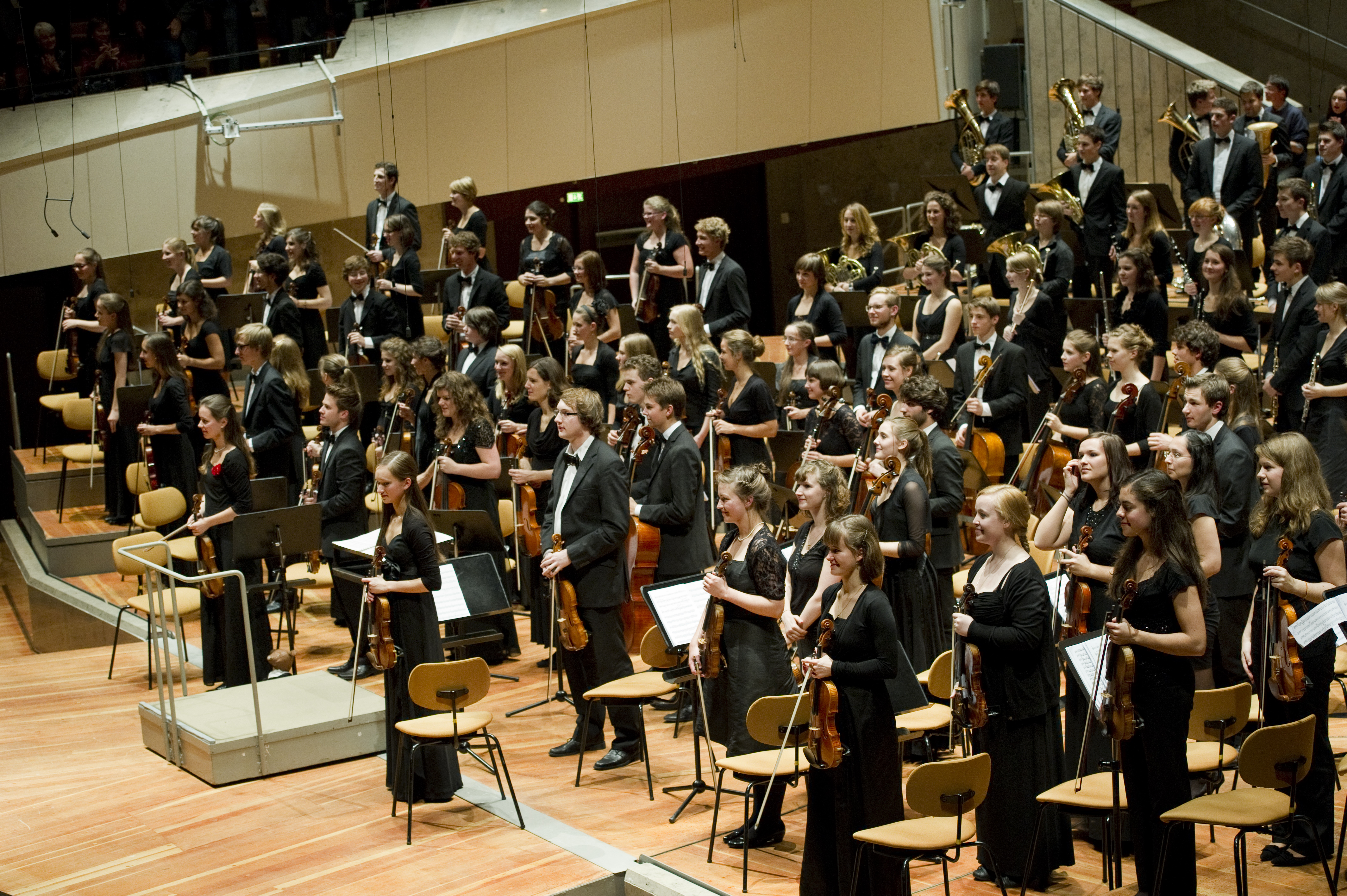
청소년 오케스트라가 연주를 하고 있다.

서양 고전 음악(영어: European classical music), 혹은 클래식 음악(영어: classical music)'의 개념은 19세기 유럽에 확립되기 시작했다. 유럽에서는 18세기에 계몽주의가 중심사조로 자리잡았고 이에 따라 근대과학으로서의 인문학이 점차 발전함에 따라 음악사학도 옛 음악들에 대한 근대적 연구성과를 내놓기 시작하였다. 또한 이후 19세기에는 시민계급의 지위가 신장되면서 이들 또한 문화향유의 일종으로서 옛 음악에 대한 관심을 갖기 시작했고 이에 따라 이러한 음악들을 연주하는 공공연주회가 성행하게 되었다. 공공연주회는 점차 서양음악의 주요 장르에 있어서 탁월한 가치를 지니고, 다른 작곡가에게 그 모범적 기준을 제시하였으며 또한 공공연주회에서 청중들에게 인기가 있는 작품들을 통용하는 '규범적' 의미의 '고전'(Classic) 음악 작품이 확립되기 시작했다. 이후 현대에 이 전통의 기준은 1550년부터 1900년으로 규정되게 되었으며, 이는 공통 관습 시대(Common practice period)로 알려져 있다. 이 400여년간의 음악의 특징은 대위법과 화성학 등 근대적 음악이론이 확립된 후 작곡된 조성음악이라는 것이다.

## 용어

### 어원
영어의 '클래식(classic)'이라는 명칭은 프랑스어의 '클래식(classique)'과 독일어의 '클래식(klassik)'에서 나왔는데, 이는 모두 본래 로마 시민 중 가장 높은 계급을 의미하는 라틴어 클라시쿠스(classicus)에서 온 것이다. 클라시쿠스는 점점 문학적인 칭송의 목적으로 사용되어 아울루스 겔리우스가 베르길리우스나 데모스테네스를 클라시쿠스로 부르기도 하였다. 르네상스 시기에는 보다 일반적으로 '공식적인 규범' 또는 '우수성'에 대한 용어로 사용되기 시작했다. 고전 고대(classical antiquity)라는 용어도 이 때 고대 그리스 로마 시대의 문학과 미술에 대해 처음 사용되었다. 이전 시대의 음악이랄 것이 제대로 전해지지 않은 까닭에 음악에는 아직 이러한 용어가 적용되지 않았다.
음악에 '클래식'이라는 형용사를 붙이기 시작한 것은 18세기 영국이 처음이었다. 당시 잉글랜드 연방의 해체와 명예 혁명으로 인해 궁정 음악가의 유지가 불안정해짐에 따라 왕실이 음악에 대한 독점권을 상실한 까닭에 런던에서 공공 연주회가 유래에 없을 수준으로 활발히 이루어졌다. 이제 클래식 음악이라는 단어는 고전 고대의 예술을 나타내는 이전의 용어들과 같은 방식으로 사용되기 시작하였다.
현대와 같은 방식으로 클래식이라는 단어가 사용된 것은 프랑스가 처음이었다. 루이 14세의 통치 아래 르네상스 예술이 부흥하며 장 드 라 퐁텐, 몰리에르 등의 작가들이 고전 고대의 예술 수준을 뛰어넘은 것으로 평가되기 시작하였다. 따라서 이들은 이제 새로운 클래식(classic), 즉 새로운 '공식 규범' 또는 '우수성'을 갖춘 것으로 불리었다. 이는 장 필립 라모와 크리스토프 빌리발트 글루크 등의 작곡가에 대해서도 마찬가지였다. 그러나 이들의 예술은 아직 상위계급의 전유물인 까닭에 '클래식'의 새로운 예술적 정의는 나머지 유럽에는 천천히 퍼져나갔다.
클래식이라는 용어가 완전히 자리잡은 것은 19세기였다. 새로운 종류의 음악인 낭만주의 음악이 나타나자 그 이전 모차르트, 하이든, 베토벤의 음악들을 구분지어 고전파, 즉 '클래식(classic)'으로 부르기 시작하였다. 19세기 말에는 바흐부터 멘델스존에 이르기까지 '클래식'으로 부르기도 하였다. 이로써 클래식이라는 단어는 좁게는 모차르트부터 베토벤 당대의 음악을, 넓게는 규범과 우수성을 갖춘 이전 시대 음악을 일컫는 용어의 두 가지 의미를 갖게 되었다.

### 현대의 정의
영어에서 '클래식 음악'이라는 용어는 다면적으로 받아들여진다. 한국에서는 서양 고전 음악을 나타내는 것으로 받아들여진다.

## 연대표
서양 음악의 역사는 크게 다음처럼 나눌 수 있다.
- 고대 음악 시기. AD 500년 이전.
- 고음악
  - 중세 음악 (500–1400)/(1400-1450)
    - 아르스 안티쿠아(ars antiqua) (1170–1310)
    - 아르스 노바(ars nova) (1310–1377)
    - 아르스 수브틸리오르 (ars subtilior) (1360–1420)

  - 르네상스 음악 (1400–1600)
  - 바로크 음악 (1600–1750)
  - 갈랑 양식(1720년대–1770년대)
- 공통 관습 시대
  - 바로크 음악 (1600–1750)
  - 갈랑 양식(1720년대–1770년대)
  - 고전주의 (1750–1820)
  - 낭만주의 (c.1780–1910)
- 20세기와 21세기 클래식 음악.
  - 근대 음악 (1890–1930) 19세기 말을 포함,
  - 인상주의 (1890–1925) 19세기 말을 포함
  - 신고전주의 (1920–1950), 간전기의 주류 양식
  - 포스트모던 음악 (1930– 현재)
  - 실험 음악 (1950– 현재)
  - 현대 (1945 또는 1975–현재)